# Nadziejów (Ukraina)
Nadziejów (ukr. Надіїв, hist. niem. Hoffnungsau) – wieś na Ukrainie, w  obwodzie iwanofrankiwskim, w rejonie dolińskim.
Znajduje tu się przystanek kolejowy Nadziejów, położony na linii Stryj – Iwano-Frankiwsk (odcinek dawnej Galicyjskiej Kolei Transwersalnej).